# سیارک ۱۹۵۷۷
سیارک ۱۹۵۷۷ (به انگلیسی: 19577 Bobbyfisher، نامگذاری:1999LP26) نوزده هزار و پانصد و هفتاد و هفتمین سیارک کشف شده‌است که در ۹ ژوئن ۱۹۹۹ کشف شد.
قدر مطلق سیارک برابر ۱۷.۰ است.